# Halifax Gazette
L'Halifax Gazette è stato il primo periodico canadese, fondato il 23 marzo 1752 a Halifax, Nuova Scozia. Il settimanale, interamente finanziato dal governo, era stato pubblicato settimanalmente da John Bushell. 